# Вотчал Євген Пилипович
Євге́н Пилипович Вотчал (26 жовтня 1864, Боршна — 1 квітня 1937, Київ) — український ботанік, фізіолог рослин, академік АН УРСР (1921), професор Київського політехнічного інституту, завідувач кафедри ботаніки Київського медичного інституту.

## Біографія
Народився 26 жовтня 1864 року в селі Боршні (нині Прилуцького району Чернігівської області). В 1889 році закінчив Казанський університет. Працював в Петровській сільськогосподарській академії під керівництвом К. А. Тімірязєва. З 1898 року — професор сільськогосподарського факультету Київського політехнічного інституту. Один з організаторів і співробітників Наукового інституту селекції в Києві. Засновник української школи фізіологів рослин. 5 грудня 1921 спільне засідання УАН обрало професора Вотчала дійсним академіком на кафедру сільськогосподарської біології.

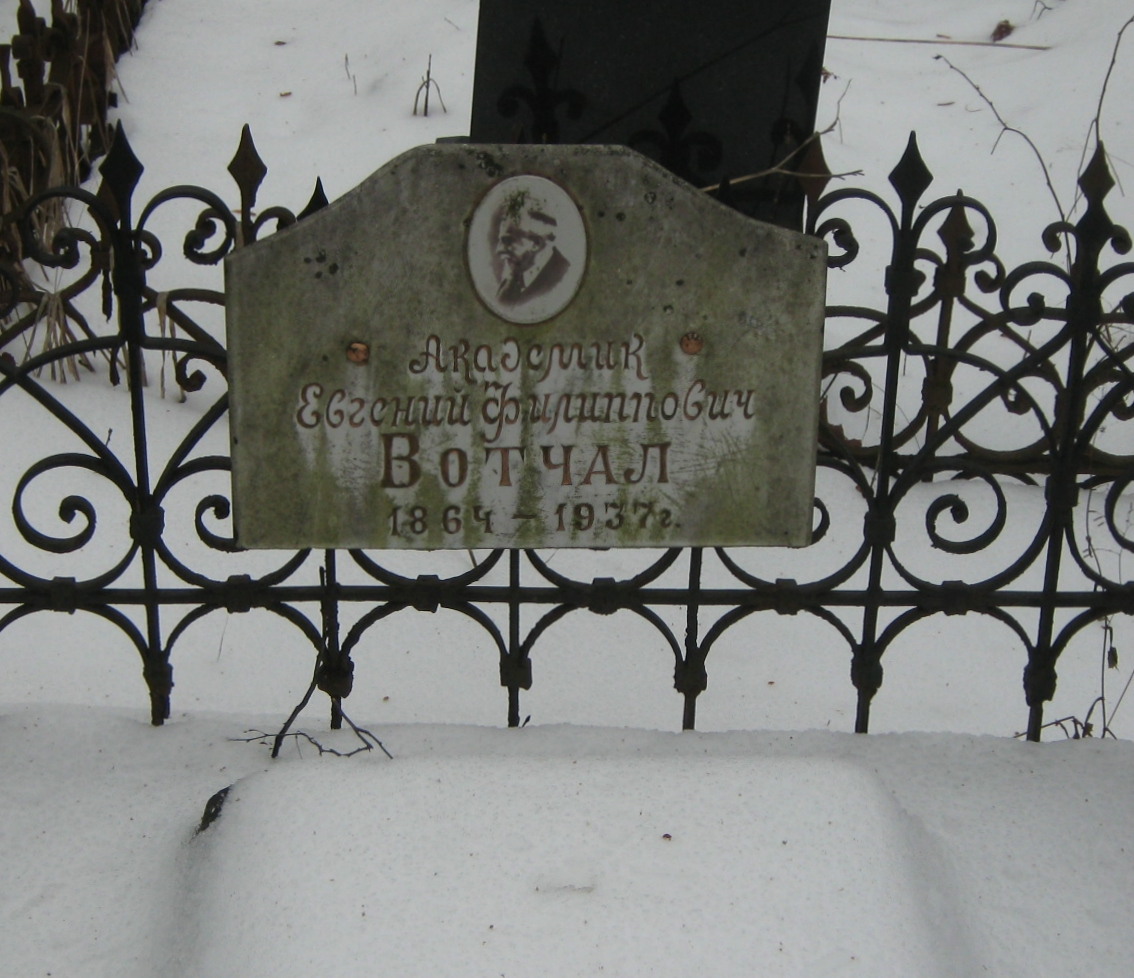
Могила Євгена Вотчала

Помер 1 квітня 1937 року. Похований в Києві на Лук'янівському цвинтарі.

## Наукова робота
Основні праці з руху води в деревах, електрофізіології рослин, фізіології цукрового буряку.
Розробив оригінальну методику взяття проб патоки в природних умовах. Встановив залежність смоловиділення від забезпечення дерева вологою. Вивчав асиміляцію СО2, анатомічні показники і транспірацію у сільськогосподарських рослин, головним чином у цукрових буряків. Створив оригінальну теорію виробничих властивостей цукрового буряка.
Один з основоположників фізіології сільськогосподарських рослин: заклав основи польової фізіології, теорії урожайності і посухостійкості. Створив школу українських ботаніків — фізіологів.

## Праці Є.П.Вотчала
- О движении пасоки (воды) в растении: критическое и экспериментальное исследование / Е. Ф. Вотчал. — М. : Тип. Кушнерева, 1897. — 390 с. : ил.
- О влиянии внешних условий на работу корня. 1. Влияние условий асфикции. — К. : Тип. Киев. ун-та, 1914. — 7 с. — Отд. отт. из «Протоколов заседаний Киев. о-ва естествоиспытателей за 1913 г.».
- Об изменениях в содержании оксидаз в пасоке в течение плача // Протоколы Киев. о-ва естествоиспытателей за 1915 г. — К., 1915. — С. 20–23.
- К вопросу о составе и роли пасоки. І. Присутствие ферментов в пасоке. ІІ. Об изменении в содержании оксидаз в пасоке в течение плача // Сборник статей, посвященный К. А. Тимирязеву его учениками в ознаменование 70-летия со дня его рождения. — М. ,1916. — С. 509—572.
- З приводу проекту заснування Інституту експериментальної ботаніки при Українській Академії наук // Збірник праць Комісії для вироблення законопроекту про заснування Української Академії наук у Києві.— К., 1919. — С. 67–70.
- Ліси й атмосферні опади: вплив листа на електричну провідність навколишнього середовища (іонізація повітря листками рослин) / Є. П. Вотчал // Вісн. природознавства. — К., 1921. — Ч. 1/3. — С. 21–22.
- Організація дослідження нових методів підсочки сосни // Бюл. с.-г. наук. ком. України. — К., 1921. — Ч. 1/3. — С. 21–22.
- Стан підсочки в лісовому господарстві Північної Америки та Франції і можлива роль підсочної промисловості в лісах України // Вісн. с. -г. науки. — К., 1923. — Т. 2, № 1/2. — С. 13–15.
- Використання живиці соснових борів підсочкою // Бюл. з'їзду в справі дослідження продукційних сил України. — Х., 1925. — № 10. — С. 12–14.
- Полевая физиология (нормальная и патологическая) и физиологическое сортоизучение в селекции // Тр. Науч. ин-та селекции. — К., 1928. — Вып. 2. — С. 209—236.
- Теорія походження неврожаю в умовах посухи та зміни тургору і рухи листків як покажчики стану загального комплексного балансу динаміки фізіологічних процесів рослини // Журн. біо-ботан. циклу ВУАН. — 1932. — № 7–8. — С. 207—209.
- Физиология производственных свойств свеклы (урожайность в условиях засухи, засухоустойчивость и устойчивость высоты урожаев) // Науч. зап. по сах. пром-ти. — К., 1939. — Вып. 3–4. — С. 12–60.